# Tableau économique

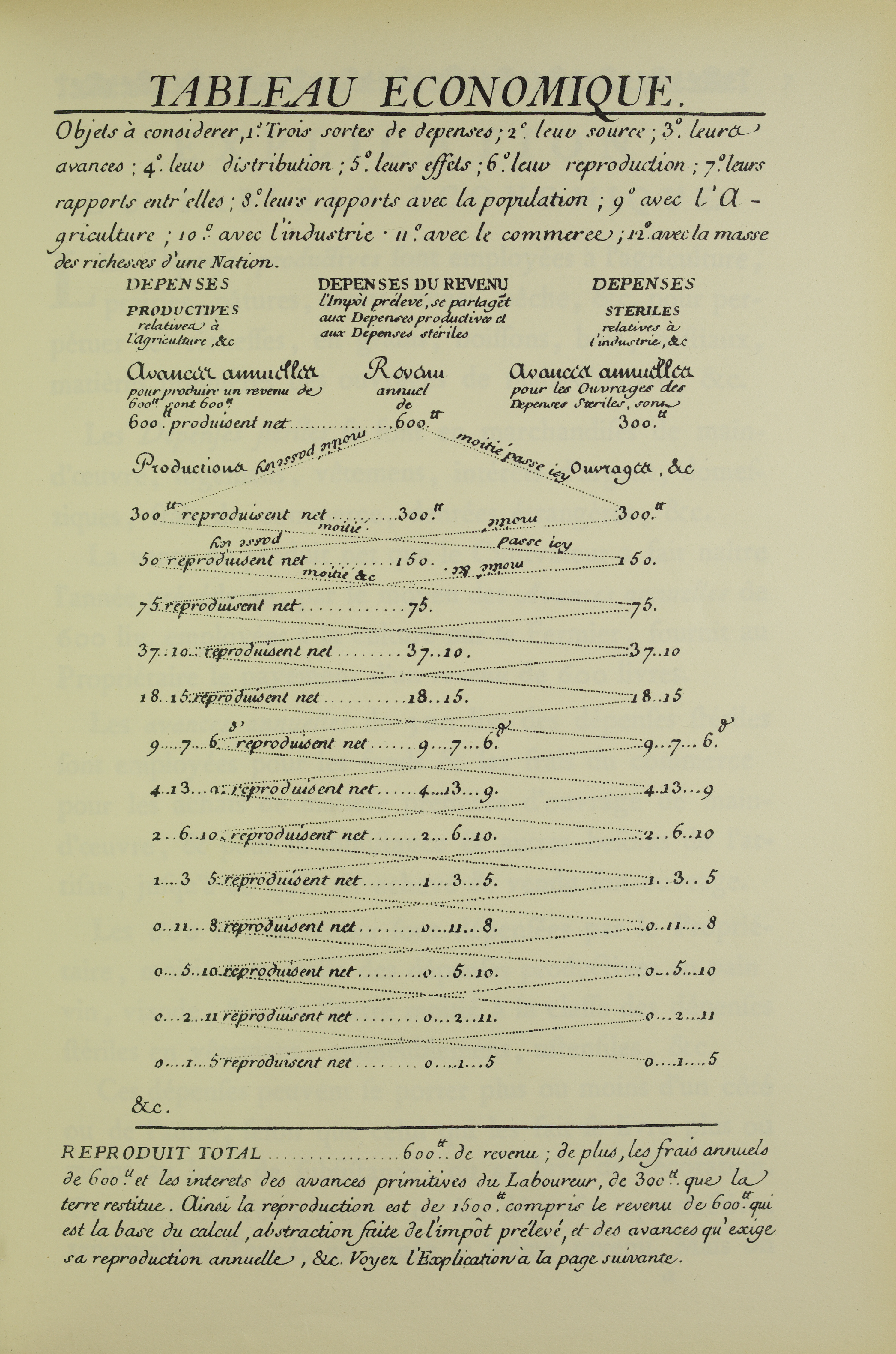
Tableau economique, 1965

El Tableau Économique de François Quesnay describe un modelo para la economía de las naciones según el cual la sociedad se divide en tres clases: propietarios de la tierra (aristócratas, alto clero), trabajadores estériles (artesanos, mercaderes), y trabajadores productivos (agricultores, ganaderos, pescadores). Este modelo prevé un flujo de mercancías con un esquema basado en la circulación sanguínea. Se trata de un equilibrio económico estacionario, cerrado, en el cual no existe distinción entre factores productivos y bienes producidos. La importancia de esta obra radica en que es el primer intento de esquematizar el funcionamiento de un sistema económico. Además, expone algunos de los principios más importantes de la fisiocracia.
- Datos: Q1747160
- Multimedia: Tableau économique / Q1747160